# John of Tilbury
 (juillet 2008).
Si vous disposez d'ouvrages ou d'articles de référence ou si vous connaissez des sites web de qualité traitant du thème abordé ici, merci de compléter l'article en donnant les références utiles à sa vérifiabilité et en les liant à la section « Notes et références ».
John of Tilbury a publié Nova Ars Notaria (environ 1174, Royaume-Uni), un traité qui contenait un alphabet très semblable à celui de l'ancien système Acropole, auquel il a ajouté des ressources des Notes Notes tironiennes.
Durant l'année 1250, toujours au Royaume-Uni, est apparu aussi un traité intitulé Ars Notaria Aristotelis, de caractéristiques semblables à ce qui précède.
Bien que ce système ait des réminiscences des Notes tironiennes, on souligne la cursivité de ses signes fondamentaux.